# Такцанг-лакханг
Такцанг-лакханг (иначе Таксанг-лакханг, Паро Таксанг, Такцанг-дзонг, Гнездо тигрицы; дзонг-кэ:  སྤ་རོ སྟ་ཏྴ་ནྒ་ spa phro stag tshang / spa gro stag tshang) — знаменитый монастырь (лакханг) в Бутане. Он расположен в дзонгхаге Паро рядом с городом Паро и висит на скале высотой 3120 м, на 700 м над уровнем долины Паро.
Название монастыря переводится как гнездо тигрицы, по легендам, в эту пещеру перенёсся Падмасамбхава, сидя на тигрице, в которую превратилась его жена Еше Цогьял. В пещере медитировал также Миларепа. Монастырь нередко посещал Шабдрунг.
Монастырь (в его современном виде) был основан в 1692 году при правителе (Друк Деси) Гьялце Тензин Рабджи, хотя пещеры использовались для медитаций с ранних времён.
19 апреля 1998 монастырь почти полностью сгорел, погибло несколько монахов, из-за труднодоступности невозможно было оказать срочную помощь. Однако за короткое время монастырь был скрупулёзно восстановлен. Полностью монастырь был восстановлен в 2005 году.
В 2012 году монастырь Такцанг как одно из священных мест, связанных с Пхаджо Другом Жигпо и его потомками, был включён в предварительный список Бутана для включения в Список объектов всемирного наследия ЮНЕСКО.

## История

### Предыстория и легенды
По легенде, в VIII веке Падмасамбхава (Гуру Ринпоче) прилетел на это место из Тибета на спине тигрицы-демоницы из Кхенпайонга, которую он сумел укротить, потому это место посвящено укрощению тигра-демона.

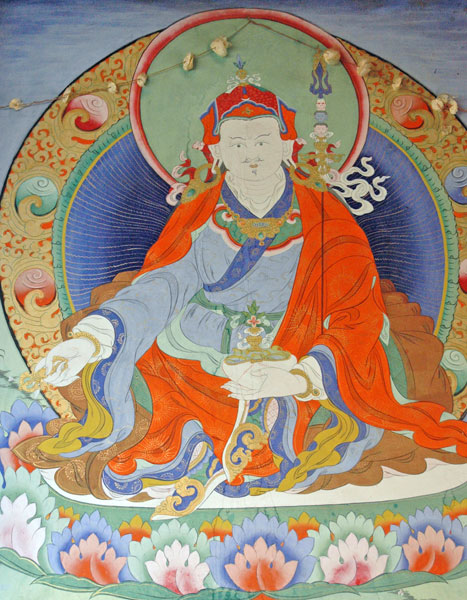
Гуру Падмасамбхава, основатель пещеры для медитаций. Настенная роспись на Мосту Паро

Альтернативная легенда гласит, что та тигрица была не демоницей. Тигрицей обернулась бывшая жена императора, известная как Еше Цогьял, добровольно ставшая ученицей гуру Падмасабхавы в Тибете. Она и перенесла своего учителя из Тибета к нынешнему местоположению Такцанг-лакханга. В одной из здешних пещер учитель остался медитировать, проявил восемь воплощённых форм (манифестаций), и так это место стало святым. А впоследствии оно стало известно как «Гнездо Тигрицы».

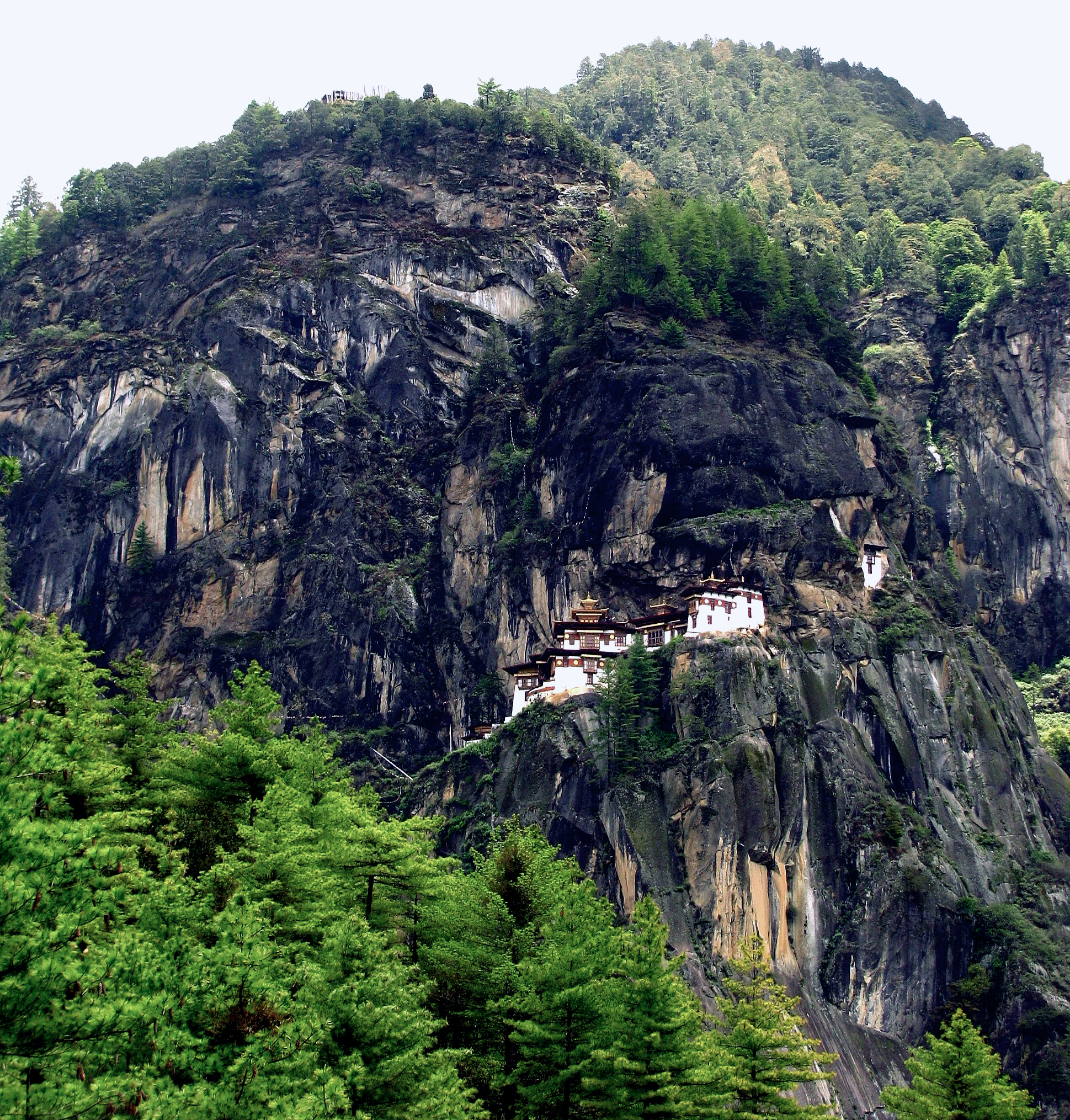
Склон горы, на которой расположен монастырь

Другая популярная легенда монастыря Таксанг содержит приукрашенную историю правителя Тензина Рабджи, который построил здесь храм в 1692 году. По словам авторов легенды, Тензин Рабджи был перевоплощением Падмасабхавы. В подтверждение тому они приводят следующие доводы: друзья видели Тензина Рабджи одновременно в двух местах (в пещере и вне её); даже небольшого количества еды ему хватало, чтобы накормить всех гостей; во время проведения религиозных церемоний ни один человек ни разу не пострадал: ни в самом монастыре, ни на дороге к нему (хотя эта дорога — крутой и скользкий подъём в гору); жители Долины Паро видели в небе различных животных и религиозные символы, а также дождь из цветов, которые возникали и исчезали в воздухе, не долетая до земли.

### Место для медитаций (с VIII по XVII век)
Монастырь был построен вокруг пещеры Такцанг Сенге Самдуп (stag tshang seng ge bsam grub), в которой, по легенде, ещё в VIII веке медитировал индийский гуру Падмасамбхава, прибывший сюда на спине летающей тигрицы, в которую целенаправленно превратилась Еше Цогьял. Тигрица приземлилась на эти скалы, тем самым указав место для будущего монастыря. Падмасабхава принёс буддизм Махаяны (школа Ньингма) на эти земли и стал «святым покровителем Бутана». Позднее он посетил дзонгхаг Бумтанг. След от тела Падмасабхавы, по утверждениям некоторых, остался на стене пещеры около храма Курджи Лхакханг. В 853 года Лангчен Пелкьи Сингье пришёл в эту пещеру, чтобы медитировать, и дал своё имя Пелпхунг этой пещере, и она стала называться «Пещера Пелкьи».
После смерти Падмасабхавы в Непале его тело чудесным образом возвратилось в монастырь милостью божественного Дорье Легпа и, как сейчас говорят, было замуровано в ступе слева вверху от входной лестницы. Эта ступа была отреставрирована в 1982-83 и в 2004 годах.

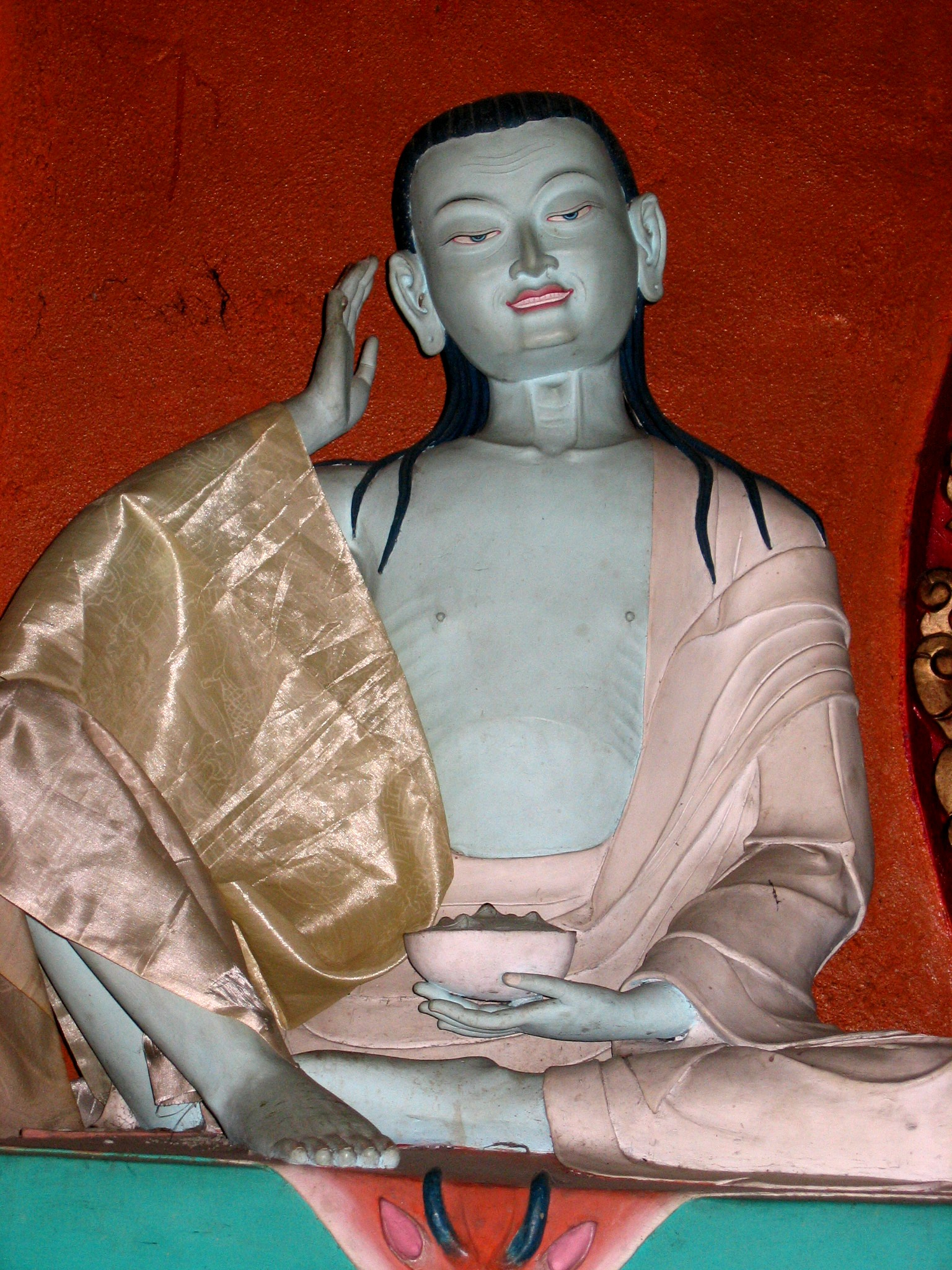
Миларепа (1040—1123), медитирующий в пещере в Такцанге

Начиная с XI века, многие тибетские святые и знатные люди приходили в Такцанг медитировать. Среди них был Миларепа (1040—1123), Пха Дампа Сангье (англ. Dampa Sangye) (ум. 1177 г.), тибетская йогиня Мачиг Лабдрон (1055—1145), Тангтонг Гьялпо. В конце XII столетия в Паро была основана Школа Лапа. С XII по XVII век многие ламы, прибывшие из Тибета, основывали свои монастыри в Бутане. В их числе был Сонам Гелцхен, лама Ньингмапа (направление Катхогпа), при котором в XIV века было построено первое святилище. Росписи, искусство которых он принёс, ещё различимы на скале над главным зданием; но от оригинальных уже не осталось и следа. На монастырском комплексе Такцанг Угьен Цемо, восстановленном после пожара в 1958 году, написан год постройки «1408». На протяжении нескольких веков, вплоть до середины XVII столетия, ламы школы Катхогпа правили в Такцанге.

### Монастырь (с XVII века по настоящее время)

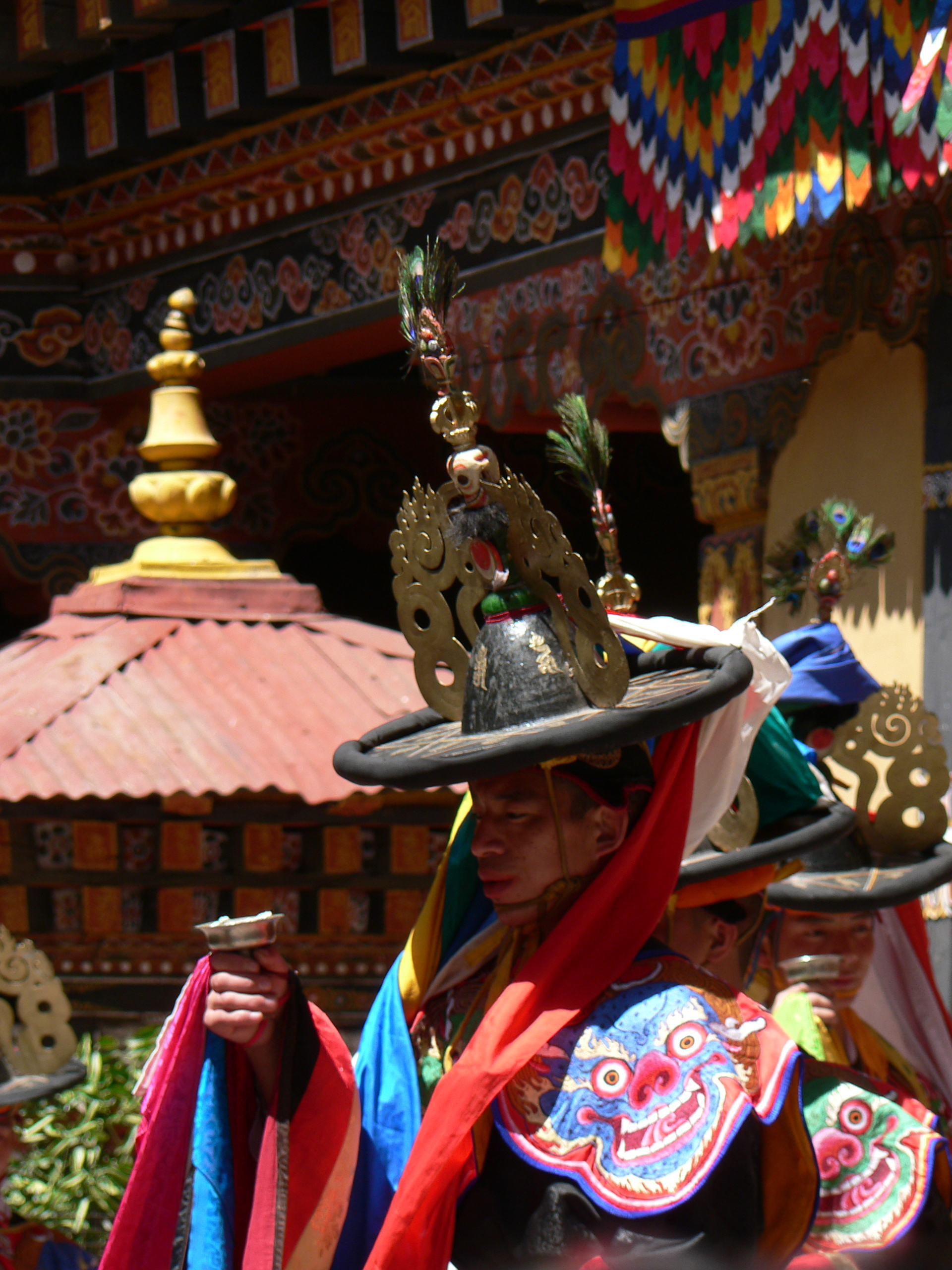
Цечу — Обрядовый танец монахов (Чёрных Шляп), введённый Пема Лингпа из Бумтанга

В XVII веке знаменитый тертон Пема Лингпа из Бумтанга, основавший множество монастырей в различных частях Бутана, также придумал религиозные и светские танцы, основанные на его концепции «Зандог Пелри» — раскрашенная медная гора, в которой жил гуру Падмасабхава. Эти танцы исполняются на цечу — ежегодных фестивалях в Паро. Но это было во времена Нгаванга Намгьяла, принадлежащего к буддийской традиции Друкпа Кагью, который сбежал из Тибета в Бутан, спасаясь от преследований со стороны сторонников школы Гелугпа (которые доминировали в Тибете при Далай-Ламах), и когда в Бутане стали формироваться определённые административные механизмы.
Когда Бутан выиграл войну с Тибетом (1644-1646 гг.), правитель Бутана Шабдрунг очень хотел, но не мог построить храм в Такцанге. Воля Шабдрунга была исполнена позже, во времена четвёртого Друк Деси Тензина Рабджи (1638—1696), первого и единственного наследника Шабдрунга Нгаванга Намгьяла (Zhabs-drung Ngag-dbang rNam-rgyal) и «дальнего родственника по боковой линии от „сумасшедшего святого“ [по имени] Друкпа Кюнле». Во время цечу 1692 года он посетил священную пещеру Пелпхунг и заложил первый камень храма, посвящённого Гуру Ринпоче и названного «Храм Гуру с восемью именами» (’gu ru mtshan brgyad lha-khang). Тензин Рабджи принял такое решение, стоя у входа в пещеру и обозревая Долину Паро. В то же время он возглавлял фестиваль цечу.. Тогда, насколько известно, существовало только два храма на ещё большей высоте над уровнем моря: Зангдо Пелри (Zongs mdog dPalri) и Кислород Цемо (Urgyan rTse-mo).

### Пожар
19 апреля 1998 года в монастыре случился крупный пожар, вспыхнувший в главном здании, в котором хранились ценные картины, артефакты и статуи. Предполагаемой причиной пожара могло быть короткое замыкание электропроводки либо вспышка одной из масляных ламп, освещавших висячие гобелены. На этом пожаре погиб один монах. Реставрация монастыря обошлась примерно в 135 млн. нгултрумов. Правительство Бутана и Король Бутана Джигме Сингье Вангчук в 2005 году приехали проверять, как обстоят дела с реставрацией монастыря и того, что в нём.

## Местоположение и окрестности

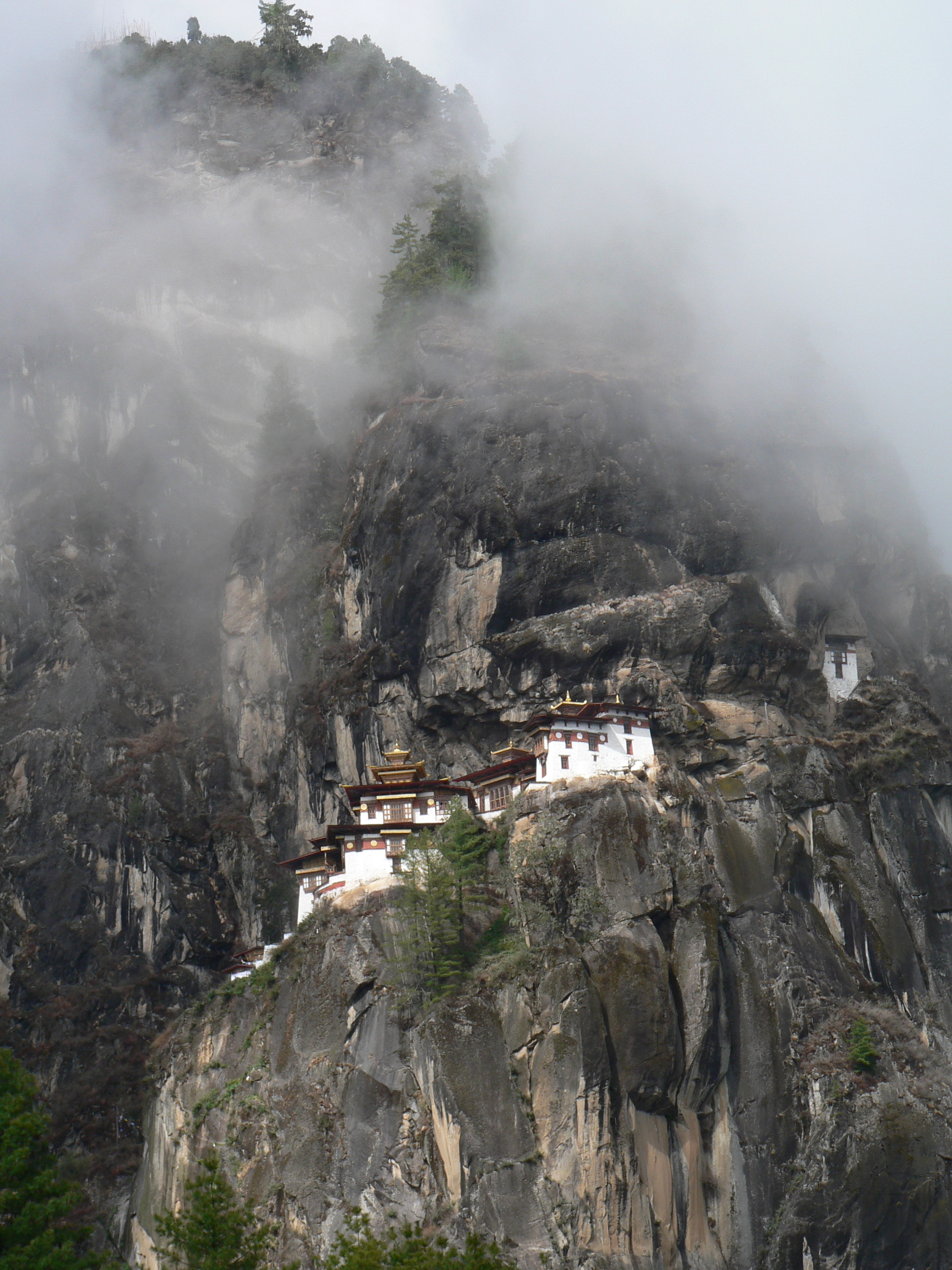
Монастырь в облаках

Монастырь расположен в 10 км к северу от города Паро, на высоте 3120 м над уровнем моря, на вершине большой скалы, возвышающейся примерно на 900 м над Долиной Паро, на правом берегу реки Паро).. Склоны скалы, на которой построен монастырь, очень крутые (почти отвесные), и наружные стены монастырских зданий построены у самого края обрыва, как бы «встроены» в скалу. На первый взгляд они кажутся непреодолимыми, но в действительности пройти к монастырю Такцанг можно несколькими путями: через лес с северо-запада, или с юга (этим путём обычно ходят паломники), или с севера (через скалистое плато, называемое «Сто тысяч фей» или Бумда (hBum-brag). Есть ещё дорожка для мулов, проходящая через сосновый лес, украшенная гирляндами из мха и разноцветных молитвенных флажков. Облака часто закрывают монастырь и возникает ощущение страшной удалённости от всего.

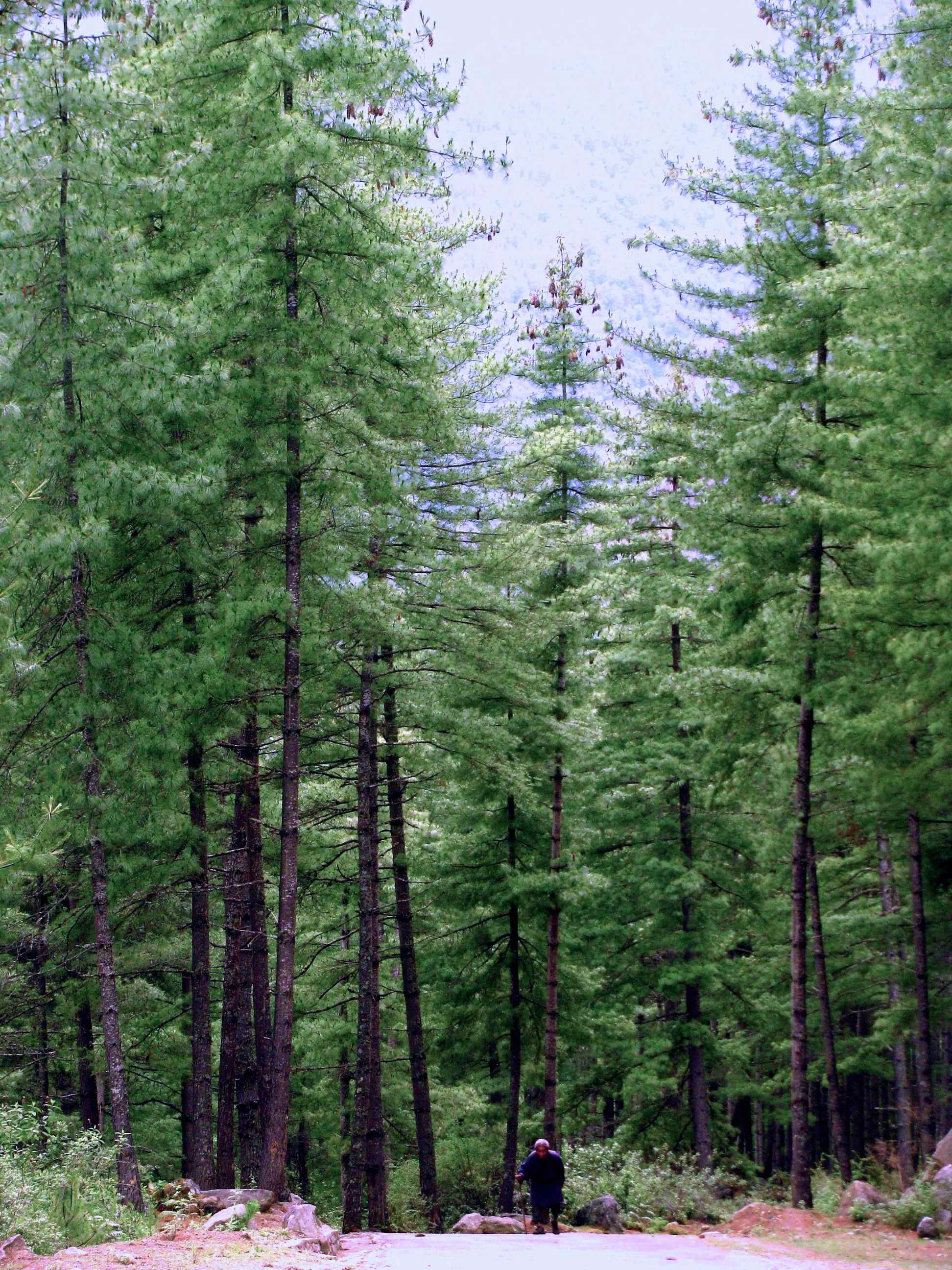
Сосновый лес недалеко от монастыря Такцанг

По пути к монастырю попадается ещё один лакханг (монастырь деревенского уровня) и храм Ургьяна Цемо (U-rgyan rTse-mo) которые, как и основной монастырь, расположены на скальных плато в нескольких сотнях футов над долиной. Отсюда хорошо виден Такцанг-лакханг, находящийся на противоположной стороне ущелья, на возвышении, которое называют «Медная раскрашенная гора, рай Падмасамбхавы». Это — смотровая площадка для посетителей, на ней есть кафетерии. Дальше дорога очень живописная, и только шум водопада там нарушает тишину.. Вдоль дороги попадаются голубые сосны, разноцветные молитвенные флаги — и киоски, в которых можно купить церемониальные принадлежности (например, молитвенные колёса, храмовые колокольчики и черепа), и множество храмов. Далее нужно пройти по мосту над 60-метровым водопадом. Эта дорога ведёт к основному монастырю. Можно побывать и в той самой пещере, где медитировал Падмасабхава (он же Гуру Ринпоче) — но только один день в году туда пускают всех желающих посмотреть..

## Архитектура

### Экстерьер и пещеры

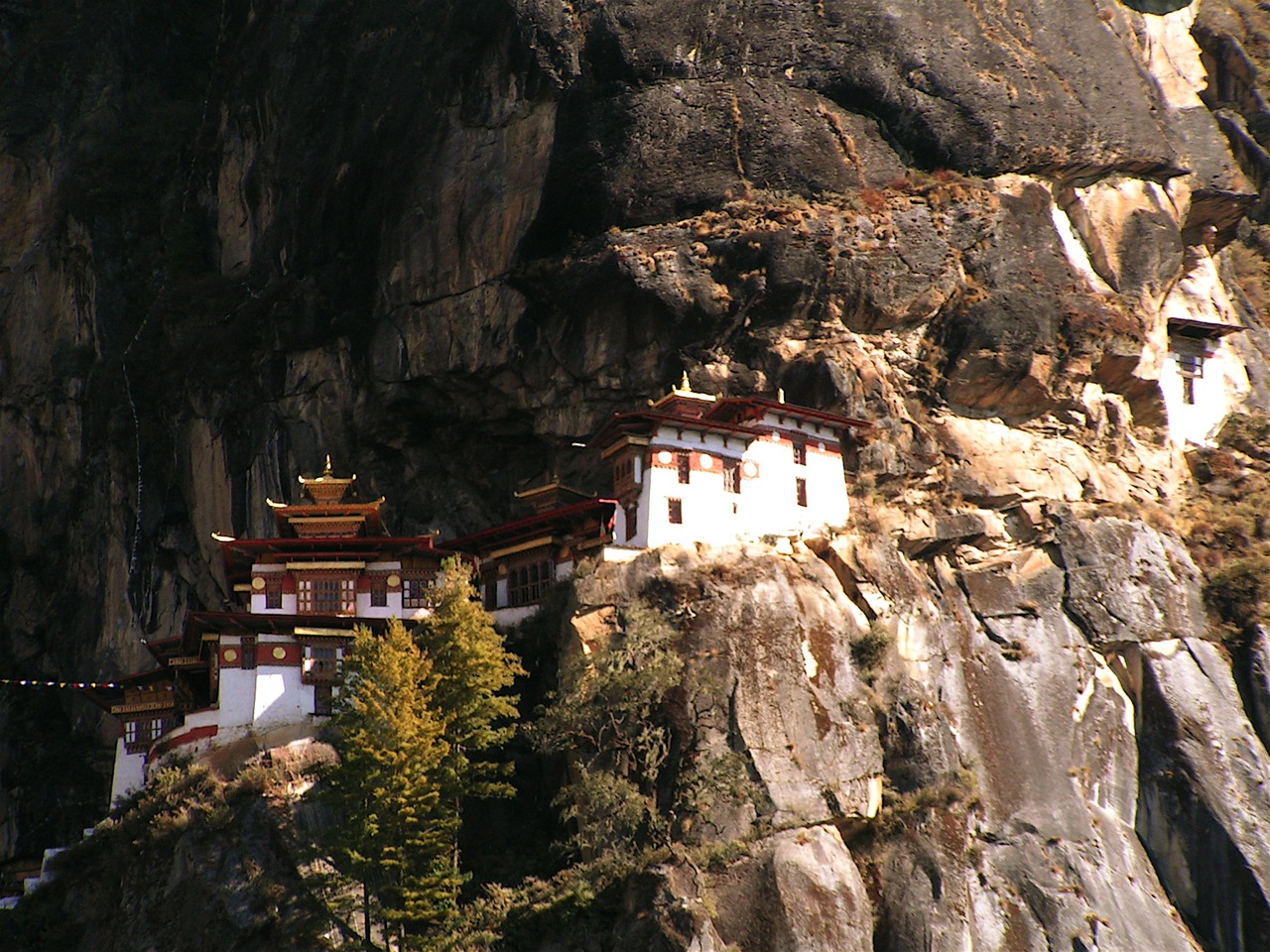
Храмы «Гнезда Тигрицы»

Монастырские строения, включая четыре главных храма и жилые здания, органично встроены в скалистый ландшафт. Известно о восьми пещерах на территории Такцанга; четыре из них относительно доступны. Та пещера, в которую вошёл Падмасабхава сразу же после полёта на тигрице, называется Тхолу Пхук. Другая, в которой он долгое время жил и медитировал — Пел Пхук. Падмасабхава указал духовно просветлённым монахам строить монастырь именно в том месте; и в монастыре до сих пор помнят его слова: «это будет держаться на склоне горы, похожей на геккона». Вход в главную пещеру узкий. В тёмной пещере можно увидеть десятки изображений бодхисаттв, освещённые только мерцающим светом масляных ламп. Среди них можно увидеть изображение Ченрезига (Авалокитешвары). В соседней келье хранятся буддийские священные писания, написанные с использованием золотой пыли и порошка из костей одного из лам. Ещё говорят, что монахи, практикующие буддизм Ваджраяны (государственная религия Бутана) в этом пещерном монастыре, живут здесь три года, лишь изредка спускаясь в долину.
Все здания монастыря сообщаются между собой лестницами, вырубленными в скале. Есть несколько шатких деревянных мостиков, соединяющих лестницы и дорожки. На самом верхнем уровне храма находится изображение Будды. В каждом здании есть балкон, с которого открываются прекрасные виды на Долину Паро, лежащую где-то внизу.

### Другие строения внутри монастырских стен

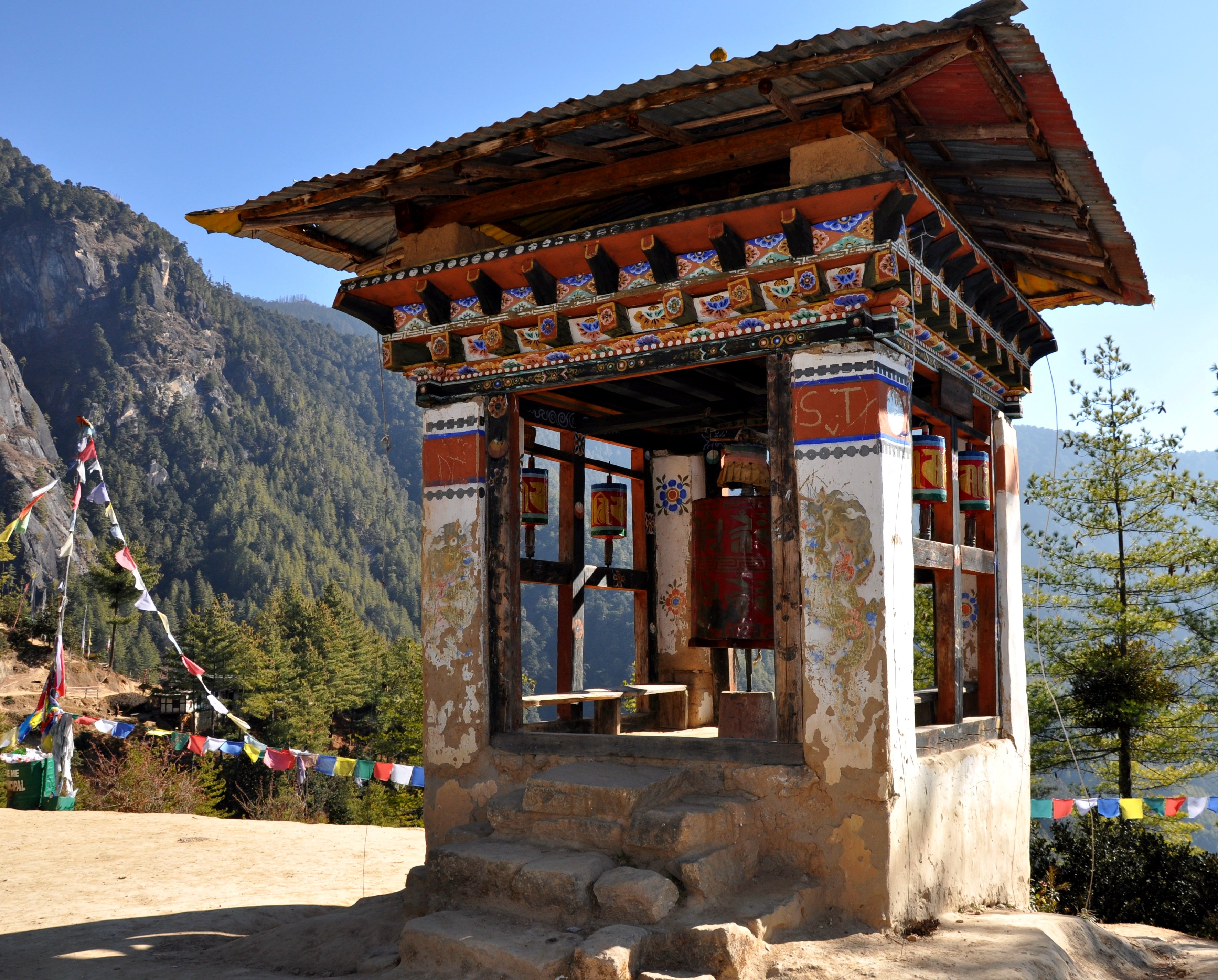
Молитвенное колесо

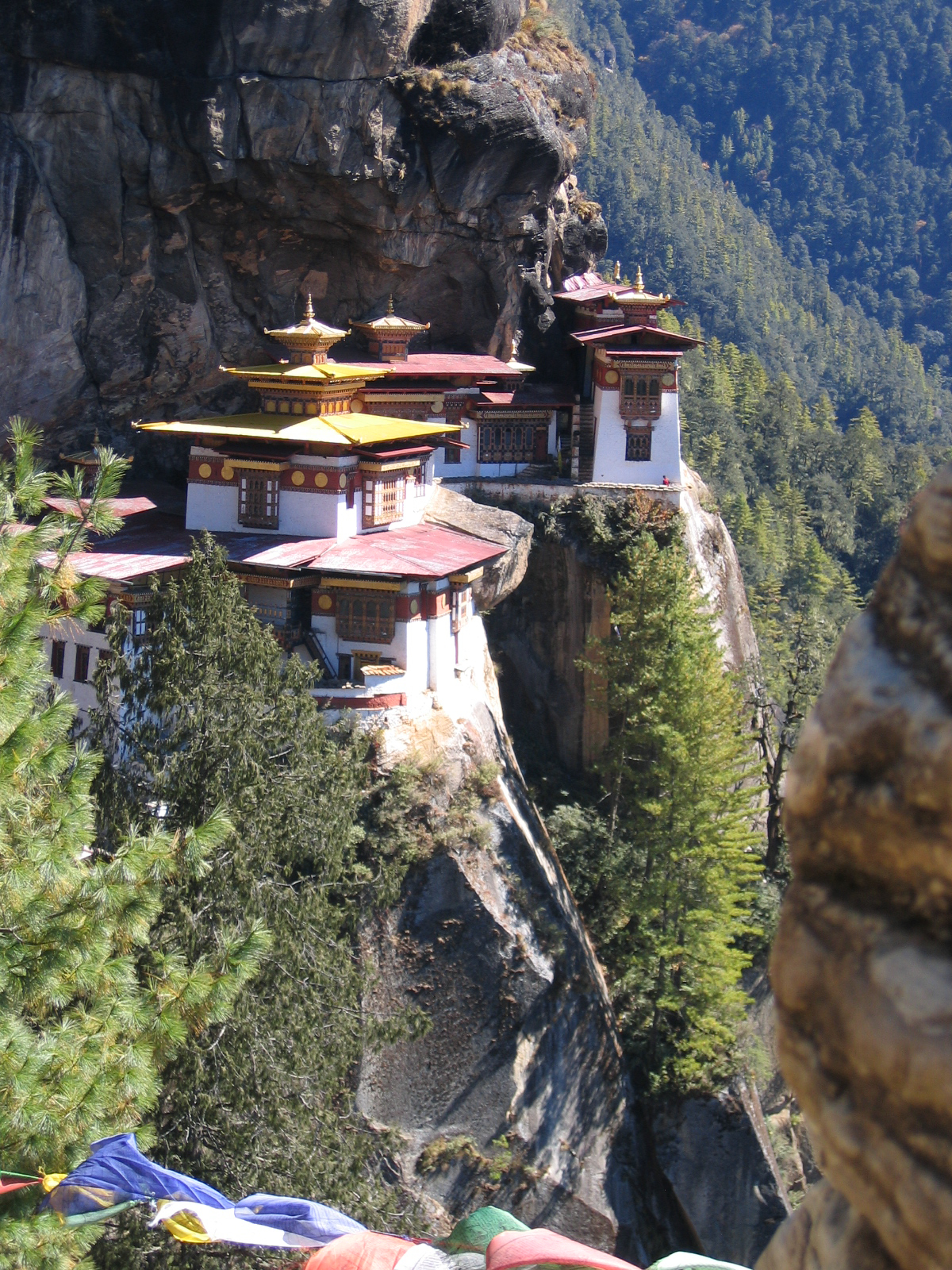
Ещё один вид на монастырь

## Список литературы
- Guide to Taktshang: Restored Taktshang, Department of Culture, Thimphu, Bhutan 2005. ISBN 99936-617-1-6
- Seeds of Faith: A Comprehensive Guide to the Sacred Places of Bhutan vol. 1, pp. 121–125, KMT Publishers, Thimphu, Bhutan 2008. ISBN 99936-22-42-7
- Bellows, Keith. Sacred Places of a Lifetime: 500 of the World's Most Peaceful and Powerful Destinations (англ.). — Washington, D.C.: National Geographic Society, 2008. — ISBN 978-1-4262-0336-7.